# Punschvisa
Punschvisa är en dryckesvisa som sjungs till punsch, och är vanligt förekommande i studentsammanhang.
Flertalet punschvisor har tillkommit genom att kända melodier fått ny text. Många studentkårer och studentnationer håller sig med särskilda tryckta sångböcker för sina sittningar, vari oftast återfinns ett kapitel med punschvisor.

## Några vanliga punschvisor
- Punschen kommer - sjungs medan punschen serveras
- FestU's Punschvisa (Punschen, punschen rinner genom strupen...)
- Studiemedelsrondo (Vi dricker punsch till lunch)
- Gul lyser solen
- Ritsch, ratsch, filibom:
  - Ritsch, ratsch, filibom-bom-bom,
filibom-bom-bom, filibom-bom-bom
Ritsch, ratsch, filibom-bom-bom,
filibom-bom-bom, filibom!

Fru Söderström, fru Söderström,
fru Söderström, fru Söderström,
och lilla mamsell Roos!

Ge oss lite sodavatten,
sodavatten, sodavatten.
Ge lite lite sodavatten,
sodavatten, punsch!

- Svensk punschsång - Gunnar Wennerberg
- Du lilla solsken:
  - Du lilla solsken som nyss rann ner,
 igenom strupen och finns ej mer,
 men när du njuren passerat har,
 blir du åter en stråle klar.
- Sista punschvisan (När punschen småningom är slut)
- Varför är det ingen is till punschen? - Povel Ramel

Punschvisorna är besläktade med snapsvisorna, men medan de förra är relativt strikt hållna till punschen kan de senare avhandla i stort sett vilket ämne som helst.